# Pattinaggio di figura agli XI Giochi olimpici invernali - Pattinaggio di figura a coppie
La competizione del pattinaggio di figura a coppie degli XI Giochi olimpici invernali si è svolta nei giorni 5 e 8 febbraio 1972 al Mikaho Gymnasium a Sapporo.

## Programma
| Data       | Evento          |
| ---------- | --------------- |
| 6 febbraio | Programma corto |
| 8 febbraio | Figure libere   |

## La gara
Furono le  coppie sovietiche dominarono il periodo. I Protopopov, Ljudmila Belousova e Oleg Protopopov che avevano vinto la medaglia a Innsbruck 1964 e Grenoble 1968  ormai alla fine della carriera, non parteciparono dando spazio a coppie di giovani sovietici, in particolare Irina Rodnina e Aleksej Ulanov. 
Rodnina e Ulanov vinsero gli ultimi quattro titoli europei e i campionati del mondo dal 1969 al 1971. Dominarono la competizione a Sapporo, vincendo sia il programma corto che il pattinaggio libero sui loro compagni di squadra, Ljudmila Smirnova e Andrej Surajkin. Terzi classificati i tedeschi dell’est Manuela Groß e Uwe Kagelmann.

## Risultati
| Pos.    | Atleti                              | Nazione          | Programma corto | Programma corto | Figure libere | Figure libere | Totale   | Totale |
| Pos.    | Atleti                              | Nazione          | Ordinali        | Punti           | Ordinali      | Punti         | Ordinali | Punti  |
| ------- | ----------------------------------- | ---------------- | --------------- | --------------- | ------------- | ------------- | -------- | ------ |
| Oro     | Irina Rodnina Aleksej Ulanov        | Unione Sovietica | 13,0            | 104,5           | 13,0          | 315,9         | 12,0     | 420,4  |
| Argento | Ljudmila Smirnova Andrej Surajkin   | Unione Sovietica | 14,0            | 104,4           | 16,0          | 315,0         | 15,0     | 419,4  |
| Bronzo  | Manuela Groß Uwe Kagelmann          | Germania Est     | 34,5            | 101,0           | 26,0          | 310,8         | 29,0     | 411,8  |
| 4       | JoJo Starbuck Kenneth Shelley       | Stati Uniti      | 37,5            | 101,1           | 39,0          | 305,7         | 35,0     | 406,8  |
| 5       | Almut Lehmann Herbert Wiesinger     | Germania Ovest   | 41,5            | 100,1           | 54,5          | 299,7         | 52,0     | 399,8  |
| 6       | Irina Černjaeva Vasilij Blagov      | Unione Sovietica | 57,0            | 97,9            | 52,0          | 301,2         | 52,0     | 399,1  |
| 7       | Melissa Militano Mark Militano      | Stati Uniti      | 75,5            | 94,5            | 60,5          | 298,5         | 65,5     | 393,0  |
| 8       | Annette Kansy Axel Salzmann         | Germania Est     | 64,5            | 96,8            | 68,5          | 295,8         | 68,0     | 392,6  |
| 9       | Sandra Bezic Val Bezic              | Canada           | 80,5            | 94,2            | 83,5          | 290,7         | 84,0     | 384,9  |
| 10      | Corinna Halke Eberhard Rausch       | Germania Ovest   | 97,0            | 92,2            | 86,5          | 288,9         | 87,0     | 381,1  |
| 11      | Grażyna Kostrzewińska Adam Brodecki | Polonia          | 102,5           | 90,4            | 95,5          | 287,4         | 95,5     | 377,8  |
| 12      | Barbara Brown Doug Berndt           | Stati Uniti      | 109,0           | 90,0            | 116,5         | 276,9         | 114,0    | 366,9  |
| 13      | Florence Cahn Jean Racle            | Francia          | 118,0           | 89,1            | 116,0         | 275,4         | 116,0    | 364,5  |
| 14      | Linda Connolly Colin Taylforth      | Gran Bretagna    | 114,0           | 89,4            | 126,0         | 271,2         | 126,0    | 360,6  |
| 15      | Mary Petrie John Hubbell            | Canada           | 122,5           | 88,8            | 130,0         | 269,7         | 129,0    | 358,5  |
| 16      | Kotoe Nagasawa Hiroshi Nagakubo     | Giappone         | 143,0           | 83,9            | 140,5         | 261,6         | 144,0    | 345,5  |